# Eutelsat 139 West A
Eutelsat 139 West A (précédemment Eutelsat W3A et Eutelsat 7A) est un satellite de télécommunications appartenant à l'opérateur Eutelsat. Placé à 7° est, il diffuse des chaînes de télévision, des radios ainsi que d'autres données numériques. Il est entré en service opérationnel le 15 mai 2004.
Construit par EADS Astrium sur une plate-forme Eurostar E3000, il est équipé de 42 transpondeurs en bande Ku diffusant sur l'Europe, l'Afrique du nord, le Moyen-Orient et l'Afrique sub-saharienne ainsi que de 2 transpondeurs en bande Ka.
Il a été lancé le 15 mars 2004 à 23h06 UTC par une fusée Proton M/Breeze M depuis le cosmodrome de Baïkonour. Il avait une masse au lancement de 4 450 kg. Sa durée de vie estimée est de 12 ans.
Il est équipé de la technique SKYPLEX permettant le multiplexage à bord. Il est le premier satellite géostationnaire à utiliser une batterie lithium-ion.
Il est utilisé par l'Union européenne de radio-télévision pour son réseau Eurovision. Il diffuse le bouquet turc DigiTurk et transmet de nombreux services de connexion à Internet comme OpenSky, HuguesNet Europe ou Skylogic.